# 서종렬
서종렬(徐鍾烈, 1935년 6월 2일~)은 대한민국의 정치인이다. 제11·12대 국회의원을 지냈다. 본관은 달성

## 학력
- 영남대학교 대학원 졸

## 경력
- 우성무역주식회사 회장
- 민한당창당준비위원
- 민한당농수산분과위원장
- 국회농수산위원
- 한인도네시아의원친선협회 이사
- 한도미니카의원친선협회 이사
- 민한당 재정위원
- 민한당 총무국장
- 한국농어촌문제연구소 이사
- 한요르단의원친선협회 부회장
- 신민당중앙당기위원장
- 예결위원
- 대한민국헌정회 이사
- 대한민국헌정회 정책연구위원회 부의장
- 대한민국헌정회 경북지회장
- 대한민국헌정회 11대별국회의원회회장

## 역대 선거 결과
|  | 21.6% |

|  | 26.02% |